# 高原林蛙
高原林蛙（学名：Rana kukunoris），一种分布于中国西部地区的两栖动物，隶属于蛙科蛙属。

## 形态特征
高原林蛙体型较粗短，雄蛙体长58豪米，雌蛙体长62毫米左右。身体背面皮肤较粗糙，呈灰褐色、棕褐色、棕红色或灰棕色，散布颜色略浅且常围以黑边圆疣及少数长疣；背侧褶色亦较浅，为棕黄色、棕红色或灰黄色；体侧散有深色或红色点斑，近胯部绿黄色；四肢背面具黑褐色横纹；雄蛙腹面多为粉红色或黄白色，雌蛙一般为红棕色或橘红色，有的个体在咽、胸部散布有灰褐色或褐色斑点。